# Németh Aladár
Németh Aladár (Ukk, 1931. január 25. – 2001. november 2.) Munkácsy Mihály-díjas magyar iparművész, érdemes művész. 

## Munkássága
Az Iparművészeti Főiskola által szervezett rajztanfolyamon ismerkedett meg Dózsa Farkas Andrással. Németh Aladár az 1950-ben indított formatervező tanszéken az első hallgatók között van. A híres farmotoros Ikarusz-busz karosszériával diplomázott, 1955-ben. 1956-ban kilép az Ikarus gyárból és a Formatervező Tanácsból is. A Formatervező Irodától kapott munkát ekkortájt. Leginkább járműveket tervez.
1965-ben Dózsa Farkas András maga mellé veszi tanársegédnek az Iparművészeti Főiskolán. Hamarosan a formatervező tanszék vezetője lesz. 1970-71 fordulóján féléves tanulmányútja során az USA-ban képzi tovább magát. 1971-ben Munkácsy Mihály-díjjal ismerik el munkásságát. 1983-tól a Menedzserképző Intézet vezetője.

## Főbb írásai
- Formatervezés a gépiparban (Dózsa F. Andrással), Budapest, 1966.
- Visszatekintés. Magyar Iparművészet 1995/3.
- Ipari formatervezők képzése Magyarországon. Inform. 1974/11.

## Külső hivatkozások
- Ipari formatervezés
- Németh Aladárra emlékezik Réz Gyula